# Xenotilapia tenuidentata
Xenotilapia tenuidentata is een straalvinnige vissensoort uit de familie van de cichliden (Cichlidae). De wetenschappelijke naam van de soort is voor het eerst geldig gepubliceerd in 1951 door Poll.